# Lug

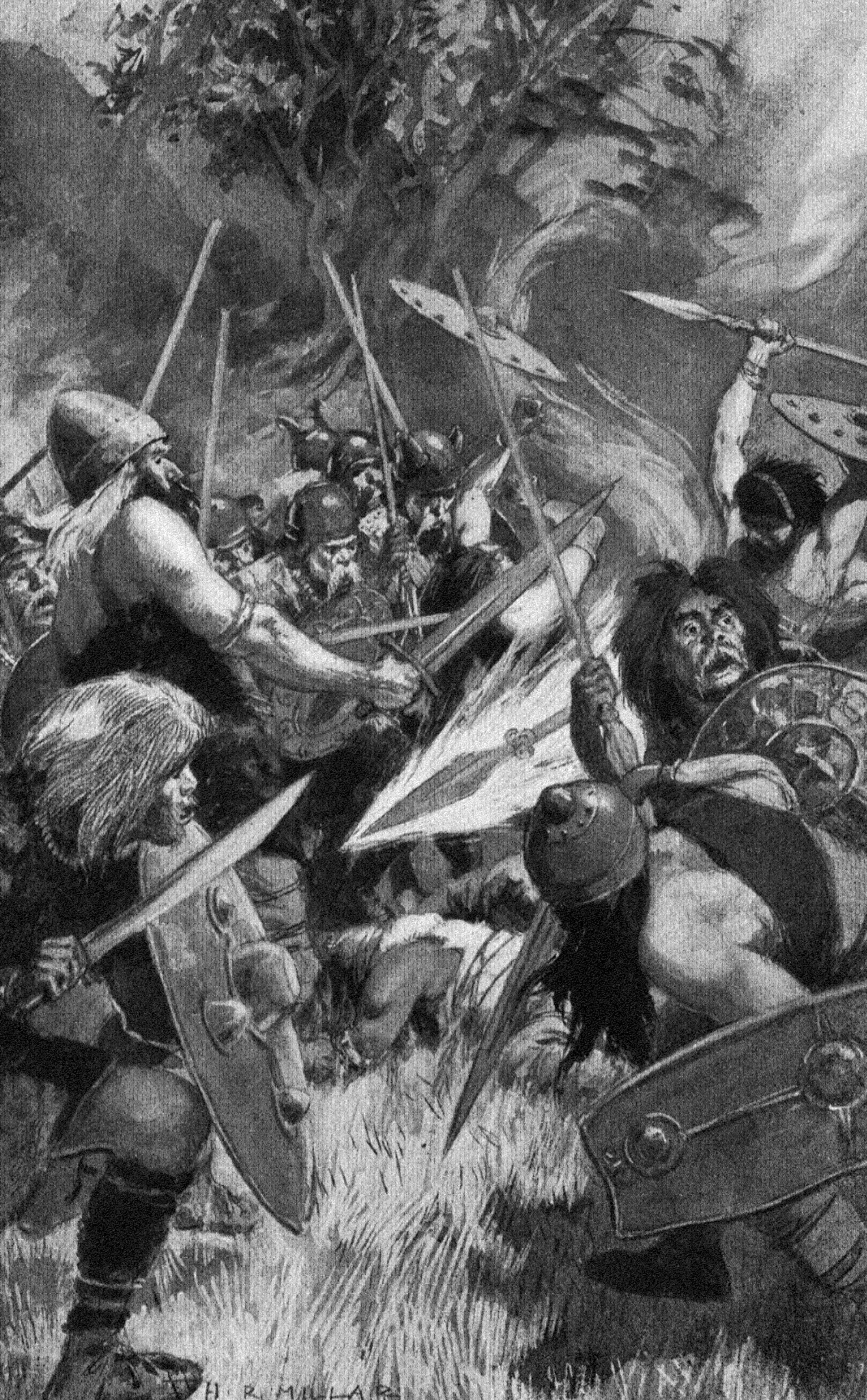
«La lanza mágica de Lug», ilustración de Harold Robert Millar, 1905.

Lug, Lugh  o Lugus es una de las más destacadas divinidades de la mitología celta. Era maestro de todas las artes y habilidades, tiene todas las funciones. Por esta razón también es conocido como Samildanach o el múltiple artesano, no solamente porque está en la cima de la jerarquía, sino porque además es pancéltico: es una de esas raras divinidades que, por lo que se sabe de los pueblos celtas, se le puede encontrar en todos los panteones. Algunos estudiosos postulan que es homólogo al dios nórdico Loki, por el parecido entre los nombres, y con Balder (el luminoso o brillante). Los romanos lo identificaron con Mercurio. También se caracterizaba por ser una divinidad de carácter guerrero y protector, estando relacionado con los ritos iniciáticos de clases de edad.

## Un dios pancéltico
La importancia de Lugus en galo es especialmente atestiguada por cantidad de topónimos, del cual el más conocido es Lugdunum (fortaleza de Lugus), la ciudad de Lyon y la ciudad de Londres (Londinium).
Su equivalente en el país de Gales se denomina Llew Llawgyffes («el de la mano diestra»), que aparece en la literatura en los relatos de los «Mabinogion».
Es en las fuentes irlandesas donde ha sido tratado con mayor vastedad, en particular en el «Cath Maighe Tuireadh» (la «Batalla de Mag Tured»). En nuestros días, Lugh está presente en la fiesta del 1 de agosto: Lugnasad (Lughnasadh en grafía moderna); el Lugnasad es actualmente rememorado en Bretoña, provincia de Lugo, con una fiesta que incluye una comida y bodas "celtas" celebradas en el bosque por modernas versiones de los antiguos Druidas.
Existen muchos topónimos respecto a Lug en la zona norte de España, derivados del dios celta; ciudades como Lugones en Asturias y que además era el nombre de una tribu céltica astur, los luggones, o el pueblo de Llugás (Lugás) en Villaviciosa y la Iglesia de Santa María en Llugás. Otro ejemplo es Lugo de Llanera en Asturias o Lugo en Galicia, aunque éstos podrían también proceder de "Lucus", un bosque sagrado (Lucus Asturum el primero y Lucus Augusti el segundo), aunque la existencia de un bosque sagrado en sí también podría indicar que dichas localidades tienen relación con la deidad. En la provincia de Huesca existen dos localidades con el nombre de Ligüerre (Ligüerre de Cinca y Ligüerre de Ara).

## Los Tuatha Dé Danann
Según las fuentes irlandesas, la sociedad divina está estructurada de la misma manera que la sociedad humana, y la organización de los Tuatha Dé Danann (la tribu de la diosa Dana) está jerarquizada en tres clases funcionales:
- La función sacerdotal, cuyo rol apunta a lo sagrado, encarnado por Dagda el dios-druida.
- La función guerrera, encargada especialmente de la soberanía y que está representada por Ogma, el dios guerrero y Nuada, el dios-rey.
- La función artesanal, que se produce por el conjunto de la comunidad, figurada por Goibniu, Credne y Luchta.

Este esquema retoma la ideología tripartita de los indoeuropeos, como ha sido estudiado por Georges Dumézil. Lug no pertenece a ninguna clase en particular, más bien a todas; él está por encima debido a que puede asumir todas las funciones. Uno de sus sobrenombres es Samildanach, el «politécnico» en el sentido que domina todas las artes, todas las ciencias.
Los Tuatha Dé Danann llevaron cuatro tesoros mágicos a Irlanda:
- La caldera del Dagda
- La lanza de Lugh
- La piedra de Fal
- La espada de Nuada

La lanza, como casi cualquier instrumento de guerra, es símbolo fálico y de gran poder; simboliza la fortaleza debido a que es recia y no debe vencerse, ni atemorizarse ante el enemigo.
La lanza de Lug, también llamada "Lanza de Assal" es llevada a Irlanda por los Tuatha Dé Danann, según los antiguos relatos en lengua gaélica.
Esta lanza tiene la particularidad de ser flamígera y solo pierde su fuego si es mojada en sangre humana.

## Génesis e iniciación
Lug es el hijo de Cian y Ethniu; también está emparentado con los Fomoré por su abuelo materno Balor, a quien mata con su honda, de conformidad con una profecía.
Al presentarse en la residencia del rey Nuada, con ocasión de una fiesta, el portero le niega la entrada. Lug afirma que él puede ser útil, a lo que le responden con una negativa.
De este modo se propone servirles para ser aceptado, por lo que así será sucesivamente carpintero, herrero, guerrero y mago. Es aceptado en su calidad de jugador de hnefatafl y disputa una partida con el rey, a quien vencerá. Esta partida es puramente simbólica, ya que se trata de una justa intelectual a través de la cual Lug toma el poder del mundo.
En posteriores relatos lo reencontraremos combatiendo al lado de su hijo Cúchulainn, en la invasión del Úlster por la reina Medb.

## Cristianización
Según algunos estudios, la historia de San Lorenzo sirvió para la cristianización del dios Lugh. El festival pagano se realizaba a principios del mes de agosto (Lughnasa, pronunciado lunasa, es el nombre del mes de agosto en Irlanda).
En Lyon (Francia) se celebraba una gran fiesta de tres noches para Lugh, que fue reemplazada por el festival de Saint Laurent, también de tres días (desde el 10 de agosto).